# 江戸の牙
『江戸の牙』（えどのきば）は、テレビ朝日系列で1979年10月2日から1980年3月25日まで毎週火曜日21:00-21:54に放送された時代劇。全26話。

## 内容
時は西暦1837年（天保8年）、所は江戸。河川工事などを担当する町奉行配下の役所で、「どぶさらい」「吹き溜まり」と呼ばれ軽蔑されている「本所方」の4人。実は特命捜査班「江戸の牙」である彼らが、探索の末悪を斬り捨てる姿を描くハードボイルド時代劇。

## 主なキャスト
- 剣 精四郎（つるぎ せいしろう）：天知茂
- 大熊伝十郎（おおくま でんじゅうろう）：若林豪
- 金丸半兵衛（かなまる はんべえ）：坂上二郎
- 間 兵助（はざま ひょうすけ）：藤村俊二
- 橘 紫乃（たちばな しの）：白都真理
- 見習い同心・純（中山純之進）：京本政樹（- 17話）
- 見習い同心・さぶ（いそげさぶいちろう）：古田正志
- 見習い同心・げん（やづくりげんのすけ）：鹿野新太郎
- ナレーション：黒沢良

## スタッフ
- プロデューサー：片岡政義(テレビ朝日)・元村武・木村博人
- 殺陣：安川勝人
- 題字：明石渉
- 音楽：伊部晴美
- 制作：テレビ朝日・三船プロダクション

## 主題歌
オープニングテーマ「THE FANG」（インストゥルメンタル）
作曲・編曲：伊部晴美
エンディングテーマ「ふたりづれ」
作詞：天知茂 / 作曲：遠藤実  / 編曲：伊部晴美 / 歌：天知茂（ポリドールレコード）
挿入歌「過去」（最終話）
作詞：清水堅三 / 作曲：中山大三郎  / 編曲：伊部晴美 / 歌：天知茂

## 放送リスト
| 回 | 放送日         | サブタイトル                | 脚本              | 監督       | ゲスト |
| -- | -------------- | --------------------------- | ----------------- | ---------- | --- |
| 1  | 1979年 10月2日 | 炎上! 赤馬を斬れ            | 中村勝行          | 池広一夫   | 木曽屋勘左衛門：内田朝雄、堀田監物：岸田森、榊真八郎：森次晃嗣、お涼：池波志乃、榊綾：市毛良枝、神崎：勝部演之、粂蔵：梅津栄、宇之吉：南城竜也、八百屋：左とん平 |
| 2  | 10月9日        | 戦慄! 蛇目傘の女            | 土橋成男          | 松尾昭典   | お蔦：永島暎子、笹岡平馬：有川博、佐伯修理亮：垂水悟郎、近江屋五郎蔵：川合伸旺、奈良屋治兵衛：伊達三郎、鬼塚：宮口二郎、武蔵屋徳兵衛：伊沢一郎、日向屋源右衛門：幸田宗丸、銀次：中平哲仟、佐野屋吉兵衛：弘松三郎、小松：岩城力也、桑原：山田きよし、おとき：松浪志保、青山主膳：小倉一郎（特別出演） |
| 3  | 10月16日       | 阿片! 墓標なき男            | 中村勝行          | 松尾昭典   | 原田隆之介：藤巻潤、丸菱屋惣右衛門：稲葉義男、重蔵：近藤宏、半次：八名信夫、多七：木村元、お新：ひろみどり、与力・北川：保科三良、原田美緒：五十嵐五十鈴、やきとり屋の親爺：山田禅二、とき：若原初子                                                                                                 |
| 4  | 10月23日       | 逆転! 八万両の行方          | 中西隆三          | 宮越澄     | 杉田千加：斉藤とも子、杉田平八郎：三ツ木清隆、石津長門守：菅貫太郎、五条庄右衛門：田口計、柴山：大沢萬之价、源吉：中島元、仙吉：鈴木和夫、三池屋：日恵野晃、お玉：高野美緒、薬種屋：高杉哲平、ヤス：折尾哲郎、コモ八：人見明、神崎：高城丈二                                                         |
| 5  | 10月30日       | 悲壮 命買います             | 中村勝行          | 池広一夫   | およう：光丘真理、関守の唐五郎：井上昭文、仙次：蟹江敬三、精二郎：住吉道博、多助：うえだ峻、伊佐吉：菅野直行、政五郎：沖田駿一、玩具売り：沢井三郎、高木真吾：原田大二郎 |
| 6  | 11月6日        | 撃滅 爆破計画!              | 大工原正泰        | 長谷部安春 | おみね：真木洋子、佐之吉：寺田農、蛯名将監：田中明夫、坂田弥之介：睦五郎、深井三五郎：黒部進、川村源之進：中田博久、捨吉：片岡五郎、力松：中平良夫、勘次：高峰潤二、与作：和久井節緒、喜助：大貫幸雄、七造：藤田康之                                                                                 |
| 7  | 11月13日       | 陰謀! 地獄の盛り場          | 櫻井康裕          | 吉川一義   | お菊：三林京子、麻次：平泉征、諸口屋：織本順吉、平吉：小島三児、娼婦：十勝花子、荒木田：江見俊太郎、妾：夏海千佳子、堺：大木正司、田部：中庸介、甚兵衛：北九州男、夏木：晴海勇三 |
| 8  | 11月20日       | 対決! 黒い稲妻              | 土橋成男          | 吉川一義   | 沼沢蔵人：大木実、新吉：高橋元太郎、おすみ：小鹿みき、河内屋：早川雄三、板倉内膳正：森山周一郎、作造：長谷川弘、小松：岩城力也、清太：吉中六、音松：田辺洋、おきく：村松英子 |
| 9  | 11月27日       | 壮絶! 同心志願              | 中村勝行          | 池広一夫   | 捨松：火野正平、佐久間将監：今井健二、上総屋辰五郎：内田稔、おかよ：村田みゆき 八十吉：森章二、おしま：綾瀬桜、佐平次：林弘造、男：武田博志、娘：宮地真由美 |
| 10 | 12月4日        | 妖艶! 密室の謎              | 中村勝行          | 池広一夫   | 新吉：中島久之、万三：今福正雄、おりょう：早川絵美、鳥居伊勢守：田中浩、浦尾：町田祥子、今西伊織：五味龍太郎、滝川：原良子、覚円：溝口泰、おきみ：船場牡丹 |
| 11 | 12月11日       | 宿敵! 炎の対決              | 山崎巌 松岡志奈   | 杉村六郎   | 幻の長八：林成年、文字春：田坂都、石井玄承：原口剛、吉田白翁：梅沢昇、倉田勝源：相原巨典、大月良庵：大木史朗、かみさん：津路清子、女房：後藤緑、武士：門脇三郎 |
| 12 | 12月18日       | 純情 魚河岸の政             | 中村勝行          | 池広一夫   | 政吉：せんだみつお、庄兵衛：山岡徹也、清右衛門：金井大、坂崎：小林勝彦、久蔵：吉田豊明、伸次：関戸純、お妙：丘ゆり子、陸尺一：武田博志、陸尺二：新井一夫、陸尺三：戸塚孝 |
| 13 | 12月25日       | 悲哀 北から来た男           | 津田幸於          | 池広一夫   | 佃の政五郎：宮口精二、おるい：服部妙子、佐兵衛：村田正雄、お倉：武知杜代子、島崎軍蔵：外山高士、備前屋万兵衛：河村弘二、富蔵：三角八郎、米吉：横山あきお、柿沢梅堂：幸田宗丸、親爺：中島元、綱吉：滝沢双                                                                                             |
| 14 | 1980年 1月1日  | 秘境 女軍団逆襲す           | 松浦健郎          | 吉川一義   | 万力屋徳兵衛：砂塚英夫、楓：塩沢とき、滝川出羽守：中山昭二、野菊：橘麻紀、堂内八十郎：角友司郎、お逢：荻田晴美、忠吉：越村公一、千草：久保田薫、牡丹：阿部真理子、百合：志村みどり、内儀：上野綾子                                                                                                   |
| 15 | 1月8日         | 遺恨 鮮血の伴天連印         | 押川国秋          | 吉川一義   | 佐七：河原崎建三、高杉勝之進：左右田一平、おみよ：賀田裕子、大和田左近：加藤和夫、佃屋仁兵衛：山本清、小柴清一郎：浜田晃、おとき：北城真記子、仙八：榎木兵衛、茂造：田沼洋、六兵衛：原田力 |
| 16 | 1月15日        | 慕情 嵐を呼ぶ地獄船         | 中村勝行          | 松尾昭典   | お銀、大熊加恵：田島令子（二役）、平戸屋剛蔵：近藤宏、お夏：新井麗子 玄太：吉原正皓、首領：藤山浩二、神埼屋：弘松三郎、お久：讃岐ゆう子、母親：若原初子、お茶：松浪志保 |
| 17 | 1月22日        | 見習同心・純白夜に死す      | 中村勝行          | 池広一夫   | 速水新之助：西田健、矢崎陣八郎：西沢利明、玄蔵：須賀不二男、平林：大林丈史、仙太郎：三夏伸、銀次：市村昌治、定吉：高田直久、お栄：松岡由利子 |
| 18 | 1月29日        | 渡る世間の鬼を斬る          | 土橋成男          | 松尾昭典   | 才助：北條清嗣、与吉：伊藤敏孝、おせき：秋谷陽子、三沢利右衛門：北町嘉朗、梶原新八：中田博久（キャストクレジットは中原博久と表記）、政造：森章二、作兵衛：相沢治夫、弥八：桜川梅八、女将：岸井あや子、茂十：深江章喜                                                                                 |
| 19 | 2月5日         | 恐怖の人間狩り              | 土橋成男          | 松尾昭典   | 牧野辰之助：荒谷公之、おみよ：仁和令子、和吉：菅野直行、織部大膳：伊達三郎、西海屋源右衛門：武藤英司、安藤左内：伊沢一郎、浦川：杉江廣太郎、小松：岩城力也、治助：和久井節緒、おふじ：重盛てる江 |
| 20 | 2月12日        | 悲愁 錦絵の女たち           | 中西隆三          | 宮越澄     | お藤、お島：三浦真弓（二役）、坂田源三郎：亀石征一郎、大崎：宮口二郎、小笠原肥後守：北原義郎、肥前屋：小林重四郎、仁吉：冷泉公裕、長崎屋十兵衛：久遠利三、千次：高橋義治、女主人：花原照子、お藤とお島の父：大村千吉                                                                                 |
| 21 | 2月19日        | 生か死!? 暁の脱出作戦       | 櫻井康裕          | 吉川一義   | 亀屋茂七：平凡太郎、お君：榊ひろみ、お加代：斉藤浩子、浦辺：上野山功一、里見：吉田豊明、北島：大木正司、お銀：夏海千佳子、善助：中村孝雄、橘：高杉玄、吉次：沖田駿一、伊東：宝井宏治、清次郎：森祐介、お光：里見和香、孫市：小池幸次、老主人：稲川善一、農夫：依田英助                               |
| 22 | 2月26日        | 女郎蜘蛛が泣いた            | 筒井ともみ        | 長谷部安春 | おきく：村松英子、白木重兵衛：川辺久造、佐吉：下塚誠、竜次：片桐竜次、おりん：栗田洋子、土蜘蛛の吉蔵：小山源喜、松野：木樽研三、加平：佐藤了一、政三：里木佐甫良、鬼丸：吉中六 |
| 23 | 3月4日         | 笑って泣いて 長屋の恋の物語 | 櫻井康裕          | 吉川一義   | 一心佐助：なべおさみ、伊之：永井秀和、お米：瞳順子、大草美作守：早川雄三、南蛮屋徳右衛門：外山高士、鬼丸：八名信夫、段原：北城寿太郎、西海屋：日野道夫、泡木：桜川梅八、尾山：工藤和彦、陣場：降旗慶一                                                                                               |
| 24 | 3月11日        | 栄光なにするものぞ          | 松原佳成 佐藤道夫 | 鈴木敏郎   | 弥一郎：佐藤仁哉、お美津：三浦リカ、矢島：睦五郎、横森刑部：田口計、赤城屋：内田稔、近江屋与右衛門：加賀邦男、お万：関根世津子、安川：安永憲司、油売り：直井オサム |
| 25 | 3月18日        | 瓦版 醜聞を追え!            | 中村勝行          | 池広一夫   | 中村菊之丞：大出俊、おせい：二宮さよ子、源次：稲吉靖司、山岡：藤山浩二、天保堂藤右衛門：福山象三、中村座勘左衛門：野口元夫、鎌吉：三夏伸、銀蔵：早川研吉、近江屋：富田浩太郎、辰三：武内文平、美濃屋：中島元、寺岡祥風：青木義朗                                                                     |
| 26 | 3月25日        | 死斗 男たちの挽歌           | 中村勝行          | 宮越澄     | 岩倉忠敬：平田昭彦、檜垣玄蕃：山本麟一、秋月刑部：幸田宗丸、円覚：門脇三郎、徒目付：森下明、かみさん：記平佳枝、徒目付：新井一夫 |

## ネット局
★印の付いている局は同時ネット（火曜 21:00 - 21:54）。
- テレビ朝日★（制作局）
- 北海道テレビ★[1]
- 青森テレビ：月曜 22:00 - 22:54[2]
- テレビ岩手：月曜 22:00 - 22:54[2]
- 仙台放送★[3]
- 福島中央テレビ★[3]
- 新潟総合テレビ★[4]
- 信越放送：月曜 21:00 - 21:54[5]
- 山梨放送：木曜 23:15 - 0:09[6]
- 静岡けんみんテレビ★[6]
- 北陸放送：土曜 15:00 - 15:55（1979年10月6日）[7][注 1]→日曜 22:30 - 23:25（1979年10月14日 - 1980年3月30日）[9]
- 名古屋テレビ★[10]
- 朝日放送★[11]
- 瀬戸内海放送★[12]
- 広島ホームテレビ★[12]
- 山口放送：日曜 22:30 - 23:24[13]
- 九州朝日放送★[14]
- 長崎放送：日曜 22:00 - 22:54[14]
- 熊本放送：日曜 22:30 - 23:24[14]
- テレビ大分：土曜 21:00 - 21:54[13]
- 宮崎放送：日曜 22:30 - 23:24[15]
- 南日本放送：土曜 21:00 - 21:54[15]
- 琉球放送：火曜 22:00 - 22:54[16]

## 補足
- オープニングでは1837年当時の治安体制のお粗末さの説明をする（後述）。その際、第1話から17話までは現代の警官の行進、大勢の白バイや海上の警察、上空を飛ぶ航空隊のヘリコプターの映像を織り交ぜていた（第18話以降はこの映像はなくなる）。
- 放送日が1980年1月1日だった第14話「秘境 女軍団逆襲す」は、本所方のメンバーが視聴者に向かって「明けましておめでとうございます」と言うシーンがある。
- アイキャッチにスキャニメイトを使用したと思われる効果が見られる。

## 特命捜査班「江戸の牙」
- 設立の経緯

本所方与力、剣精四郎が幕閣中枢に位置する重要人物、大番頭（おおばんがしら）・朝比奈軍兵衛の依頼を受け、非公式の捜査機関として設立した。
活動だけでなく存在自体も極秘扱いとされ、その存在を知る者は、剣を含めた構成員と設立者の軍兵衛のみである。
- 設立目的

江戸市中あるいは日本全国を騒がす悪人を、合法・非合法を問わない捜査活動により摘発し、これを一人残らず抹殺することで、日本国の治安を陰ながら維持する。
- 構成人員

結成当時、本所方に所属もしくはそれに準ずる立場にあった者全員（剣、伝十郎、半兵衛、兵助、紫乃の計5名）。
役割は探索や直接悪人を斬り捨てるなどメインは剣、伝十郎、半兵衛、兵助の4人、サポートは紫乃。
第1話で軍兵衛に本所方へ送り込まれた見習い同心の3人は、本所方所属ではあっても「江戸の牙」の存在自体を知らされておらず、構成員でもない。
- 活動拠点

表側での拠点である本所方屯所をそのまま使用。
- 任務遂行に対する報酬など

第1話にて、剣が他の面々を「江戸の牙」に勧誘する際、その任務について「命の保証はねえ。金も出ねえ」と述べている。
この言葉を額面どおり解釈すれば、彼らは「江戸の牙」の活動に際して、特別な手当て・待遇などの具体的な報酬を何一つ受けていない、と言うことになる。
- 活動資金の調達方法

前項に挙げた剣の台詞から、報酬のみならず捜査費用さえも特別に支給はされていないようで、劇中でもその辺りに関する説明・描写などは一切出てこない。

- 捜査対象の選定

軍兵衛から剣に指令が来ることはほとんどなく、剣が自分の得た情報を元に決定している。
表向きの顔である本所方のそれと重なることもあるが、捜査を秘密裏に行う必要がなく、且つ以下の条件のいずれかもしくは双方に当てはまる場合は、「江戸の牙」でなく本所方として、見習い達と共に公然と捜査に当たる。
1. 捜査に本所方としての権力が不可欠である
2. 構成員のみでは事態を処理し切れない

- 一般社会での認知度

数回を除き、構成員以外（瓦版売りを含む）の口から「江戸の牙」と言う単語は出てこない。
- 解散の経緯

最終話(第26話)において、若年寄・岩倉は、政敵である軍兵衛を排除せんがため、剣達本所方の面々を、「江戸を騒がす無法者集団『江戸の牙』」に仕立て上げた上で捕縛・抹殺し、その責を取らせ彼を失脚させようと画策した。
（ただし岩倉は、彼らが本当に「江戸の牙」であることを知っていたわけではなく、単にその名とイメージを利用しただけに過ぎなかった）
いち早くこれを察知した軍兵衛は、対抗策としてまず手始めに、栄転と言う形で見習同心のさぶとげんを本所方から離脱させ、彼らの身の安全を図った。
次段階として、剣達「江戸の牙」の面々を本所方から解雇し、「江戸の牙」の存在自体を闇に葬る手筈だったのだが、一歩間に合わず、岩倉の手によって彼らは紫乃を除いて全員捕縛されてしまう。また、軍兵衛と雪も板倉の手により屋敷を包囲され、蟄居させられてしまう。
剣達や軍兵衛親子が脱出した後、岩倉が用意した偽の「江戸の牙」が暗殺・辻斬りなどの凶行を重ね、それが瓦版で世間に報道されたため、「義賊」扱いだった「江戸の牙」の評判は完全に地に堕ちた。
軍兵衛と合流した剣達は偽の「江戸の牙」、及びその黒幕である岩倉一味を葬り去り、「江戸の牙」と云う組織の幕引きをすることが、自分達の最後の仕事と任じた。
紫乃と雪が朝比奈家の菩提寺に向かい、安全を確保する中、軍兵衛を加えた5人の「江戸の牙」は岩倉邸を襲撃、岩倉以下一味を完全に抹殺して目的を達成した。
岩倉邸を去って後、彼らがどうなったかは映像では語られていない。

## 登場人物の詳細

### 本所方と町奉行所について
- 本所方が主役であるため、劇中での彼らは「身分は軽くとも、信頼できる正義の味方」として描かれている。
- 本作の町奉行所は、その日和見主義・権威主義を極端なまでに強調されていて、正義どころかむしろ悪に近い存在として描かれている。

### 「江戸の牙」構成員
剣 精四郎（つるぎ せいしろう）
本所方与力にして「江戸の牙」首領格。
伝十郎・半兵衛・見習い達からは「剣さん」、紫乃・雪からは「剣様」と呼ばれている。
武芸にも秀でており、二刀使いを得意としている。
常時隙を見せない用心深さと強い意志力・克己心を持ち、色仕掛けや買収なども通じない。
大番頭・朝比奈軍兵衛とは祖父の代からの主従関係であり、その人間性と腕を見込んだ彼の依頼を受け、自らの支配下にある本所方の部下・仲間から構成される特命捜査班「江戸の牙」を結成、その首領格に納まり、部下たちに毎回の捜査で指示を与える立場ではあるが、時に御家人ムシリの浪人（第7話、第14話、第18話）や月代の町人（第19話）に変装して潜入捜査をするなどの行動力に溢れている。
その軍兵衛の第17話での台詞に曰く「出世を望まず、妻も娶らず、命を惜しまず、天下の腐敗と闘う男」。
ただ、固いばかりではなく、人情もユーモアもきちんと解し、時には芸者遊びもするよう（第3話）で、バランスの取れた人物と見受けられる。
表向きの役職である本所方の職務、立場には大いに不満があるようだが、反面その気楽さが気に入ってもいるらしく、気の合う部下、と言うよりは仲間に囲まれて、結構楽しく日々を送っている。
仲間たち（見習い同心三人組も含めて）のことを常に気にかけ、時に優しく、時に厳しく接しながら、彼らを守ることを忘れない、悪を決して許さない正義感が非常に強い心優しきリーダーである。
趣味は釣り。本来の職務が暇であり、且つ職務柄屯所が川に程近いのをいいことに、ほぼ毎日釣り三昧の毎日を送っている。結構な獲物を釣り上げることもあり、「食費が浮いて助かる」、と勘定役の半兵衛を喜ばせてもいる。
討ち入りの際にかける襷は、襷状の数珠。その際、口上を述べるのも、首領たる彼の役目である。
第26話では、大刀の下げ緒に雪から託された御守りを下げて、最後の闘いに臨んだ。
大熊伝十郎（おおくま でんじゅうろう）
本所方屯所で居候を決め込んでいる浪人。
剣・半兵衛・兵助・紫乃からは「伝さん」、見習い達からは「居候」「あの男」「伝十郎さん」と呼ばれている。
元南町奉行所隠密廻同心。悪人達から「鬼」とまで呼ばれ恐れられていた凄腕であった。しかし、第3話の時点から二年前、密輸事件を追っている最中に待ち伏せに遭い、部下二名を殺され自身も負傷、さらにそれを「捜査上の失態」と断ぜられて職を追われ、浪人となった。その後、剣に拾われて本所方に居着いたらしい。
髷は一応結っているものの、ぼさぼさの蓬髪に無精髭、身なりはだらしなく、日がな大酒を食らってはゴロ寝してばかり、止めに腰のものは竹光、と食い詰め浪人を絵に描いたような人物。実際、金には不自由しているようで、第14話では手持ちの金が足りないばかりに剣の後を追えず、危うく同話での出番をなくすところであった。しかも、その金の無心のために、紫乃相手に嬉しそうに博打の真似事をしてみせ、彼女を呆れさせていた。
また、第16話で斬り合った際にかぎ裂きだらけになった服を、繕いもせずにその後も着込んでいた所を見ると、どうやら着替えさえ持っていないらしい。
無口かつ無愛想、暴力的とまでは言わないものの、口より手が先に出るタイプ。しかし、部下もしくは目下のものを思い遣る気持ちは強く、またその操縦法にも長けている。意気込みばかり強くてしくじり通しの見習い三人組を、舌打ちしながらもまめにフォローし、時に叱咤もしてやり（主に拳と脚で、だが）、逆説的ながらも捜査についての様々なことを教えてやっているのは、事実上本所方では彼だけなのである（他の面々は全員放りっぱなし）。
非常に義理堅い性格でもあり、その昔浪々の身を拾ってもらった剣に対して、未だ多大な恩義を感じており、任務のため、ひいては剣のためならば、「命を捨てる覚悟はできている」と真顔で述べている（第3話）。
おそらく、本所方の面々の中で唯一の妻帯経験者。愛妻・加恵とは仲睦まじい夫婦生活を送っていたが、彼の苛烈なまでの捜査活動に対する報復として襲撃を受けた際、誤って自ら彼女を斬ってしまった。剣曰く、彼が普段竹光を持っているのは、このことが原因（第16話）
何故か舟大工の技能を持っているらしく、第3話の半兵衛の言に曰く「あの人にしか舟の修理ができねえ」とのこと。
第1話にて一人で舟を岸に押し上げている光景から、かなりの大力の持ち主と推察できる。戦闘に際しては、その大力を強調する意図があってか、両手使いの一刀流で力感あふれる闘いを行う。
第15話で、腕利きの浪人に苦戦する兵助に代わってこれを引き受け、最後に勝利した所を見ると、剣術に関しては兵助より腕が上のようだ。周りからの評価も高かったらしく、御前試合への出場経験まで持っている（第20話）
討ち入りの際にかける襷は、空色の細布。やたらと長いらしく結び目の大きさが異様に目立つ。（なぜか第9話、第11話、第12話では、薄紅色の布で襷掛けをしている）またその際、大抵着物の裾を尻っ端折りにしている。
討ち入りの直前には、事前準備として普段佩いている刀の刀身を、竹光から本身に入れ換える描写が見られる。第4話以降からは、酒好きの彼らしく、この際酒しぶきを刀身に浴びせて清めるようになった。
蛸と鶏が好物であるらしい。第12話で政吉が蛸を出した途端に居眠りから目覚めたり、第23話では普段無愛想な彼が、佐助に差し出された鶏を前に破顔する辺りに、それが表れている。
任務のあるなしに係らずちょくちょく賭場に顔を出したり、賭場で半兵衛にしつこく「後一勝負！」などとせがんでいたり（第18話）、退屈しのぎに紫乃を相手にチンチロリンをしたり（第14話）など、どうやらこれで結構博打が好きであるらしい。
金丸半兵衛（かなまる はんべえ）
本所方同心。本所方の勘定役も兼任しており、自ら「本所方の主」とうそぶいている。
剣・伝十郎・兵助からは「半さん」、紫乃からは「半兵衛さん」、見習い達からは「金丸さん」と呼ばれている。
職務柄か生来の性格なのか、とにかく金に細かい。
本所方屯所にいる際はほとんど帳簿をにらみながら算盤を弾いており、兵助とは、毎日のように金を貸せ貸さないで問答を繰り返している。
そんな彼の特技は、味覚・嗅覚が鋭く、薬学関係に造詣が深いこと。
愛想の良さ、親しみやすい風貌から聞き込みや潜入捜査も得意。
第4話ではそれらの特技を縦横に駆使し、八万両強奪事件の解決の糸口を掴んだ。
また、異常なまでの記憶力を持っており、第14話では捜査資料を探しているさぶや純に対して、その在り処に関して正確な指示を与えた上、内容を諳んじてさえ見せた。
剣もこれを頼りにしていて、第15話では20年前の伴天連盗賊の手配書について彼に質問をし、彼もまた澱みなく答えを返していた。
さらに、なぜか錠前破りの技術まで持っており、第26話では懐に隠した針金を使って牢の錠前を開けていた。
戦闘に際しては、組み立て式の仕掛け短槍で闘うが、刀も時々使い、場合に応じては短槍との同時使用（第13話）も行い、体術での投げ技も併用する（第20話）
腕自体はなかなかのものだが、どうも今一つ危なっかしい部分があり、斬り合いの際に時々危機に陥ったりもする。
討ち入りの際にかける襷は、黒い細紐。また、兵助と同じく両手に黒い手甲を着ける。
女性アレルギーの気があるようで、女郎にしなだれかかられた際にくしゃみを連発していた（第8話）。
人情に厚く心優しい面も持ち合わせており、第10話においての万三や新吉に対する接し方から、それが垣間見える。
子供にも優しく、非番の時は近所の子供達と一緒に遊んだりもしている（第26話）
嗅覚が鋭いせいか匂いに拘るようで、「いい女は匂いでわかる」と言った兵助に「どんな匂いだ？」と盛んに問い質していた（第22話）
「よさく」と言う伝書鳩を飼っている（第20話）
間 兵助（はざま ひょうすけ）
本所方同心。
剣・伝十郎・半兵衛からは「兵さん」、見習い達や紫乃からは「間さん」と呼ばれている。
元養生所見廻り同心で、第22話の時点から三年前までは同職に就いており、その際に土蜘蛛一味の探索活動にも従事していた。
とにかく女が大好きで、本所方屯所にいない時はほとんど女郎屋にいるくらいだが、買うのはほとんど馴染みのおひでである。
連日の女郎屋通いのせいで、いつも金に困っており、半兵衛を拝み倒して給金の前借りを繰り返している。
しかし、支出の多さゆえそれでも追いつかず、今ではツケでおひでを買っている始末で、毎日のようにおひでに「金払え!」と言われて追いかけ回されている。
本所方屯所にまで押しかけられることも珍しくないため、この二人、今ではほとんど本所方公認の仲でそこを見込まれ、敵地の偵察のカモフラージュとして、「夫婦」と言う触れ込みで二人揃って旅行に出たこともある（第5話）。
特技は黒色火薬の製造技術を持ち、またその扱いに長けていること。
戦闘での使用（手投げ弾や手製の大筒［バズーカ砲］）がその主な用途であるが、それ以外にも本所方扱いの事件の解決に一役買ったり（酒徳利に仕込んだ閃光弾・第4話）、悪人達を屋敷ごとまとめて爆殺したり（第1話、第10話）、あれこれと役立っているようだ。
火薬を用いて以外では、片手持ちの刀で斬り付ける（順手でも逆手でも使うが、逆手の方が多い）、素手で拳撃を見舞う、体術で投げ飛ばす、手裏剣を投げ付ける（第3話、第7話）などあの手この手で器用に闘うが、半兵衛同様どこか危なっかしいところがある。
第1話では半兵衛と代わる代わる危機に陥り、そのたびに互いを助け合っては「一つ貸しな」「これで帳消し」などと言い合っていた。
からくりにも詳しいようだが、第6話での佐之介のからくり火薬玉（時限爆弾）には歯が立たず、結局解体には失敗してしまった。
さらに薬学関係の知識も持っているようで、第10話では敵の見張り役を騙して睡眠薬入りの寿司を食わせ、無力化させていた。
知識ばかりでなく、忍者顔負けの体術をも持ち、それを活かして捜査対象の邸などへ忍び込んだりもする（第13話）
また半兵衛同様に聞き込みなども得意とする。
討ち入りの際にかける襷は、半兵衛と共通の黒い細紐だったが、第12話以降は差別化のためか、白地に紅色の模様の入った長布を使うようになり、半兵衛と同じく両手に黒い手甲を着ける。
また、: 覗き趣味も持っており、ツケのカタにおひでのいる女郎屋で下男代わりにこき使われる羽目になった際、障子を覗き穴だらけにして、おひでに呆れられていた。
なお、第21話では「風邪をひいた」との触れ込みで、冒頭と終盤に少し顔を出しただけで事実上休業していた。
「いざという時のために」髷の中に常に火薬と導火線を隠し持っている（第26話）
橘 紫乃（たちばな しの）
本所方の面々の衣食住の面倒を見ている女性。
剣からは「紫乃さん」と呼ばれている。
本所方にあっては紅一点の美女で、見習三人組曰く「掃き溜めに鶴」。
江戸の牙の構成員としても紅一点。
女性にしかできない類の捜査（と第1話で剣が述べた）を時折担当するのみで、戦闘には基本的に参加しないが、武芸の腕もかなりのもので、いざ戦闘となれば、逆手持ちの短刀を武器に果敢に闘う。
第26話では、伝十郎の勧めで興念寺（朝比奈家の菩提寺）に身を隠し、江戸の牙で唯一人捕縛されずに済んだ。
そのため、彼らの代わりに単身蟄居中の軍兵衛の屋敷に忍び込む、脱走した彼らと共に軍兵衛・雪の救出作戦に加わるなど、八面六臂の活躍を見せた。
最後には、雪を守って三河へ同道していった。
第1話で、過去剣に恩義を受けた、と話している。
江戸の牙への参加志願の直接の動機は、それに対する「御恩返し」なのだが、その「恩義」については劇中で語られなかった。
将棋は知らないが、挟み将棋は知っている（第23話）
伝十郎に博打の真似事につきあわされたこともある（第14話）

### 「江戸の牙」以外の本所方
見習い同心たち
第1話にて軍兵衛の差配で本所方に配属された見習同心。
配属時にそれぞれ本名を名乗りはしたのだが、半兵衛に勝手に略称を付けられ、以来略称でしか呼ばれなくなった（ナレーションでも略称で呼ばれている）。
他の面々は皆、彼らを略称で呼び捨てるが、紫乃のみは略称に「さん」付けをして呼びかけている。
ずっと呼ばれ通したせいで慣れてしまったのか、彼ら自身も互いを略称で呼び合う。
職務に対する意欲は人並み以上に持ち合わせている（犯罪捜査に関してのみ）のだが、経験不足から毎回揃ってドジを踏み、そのたびに伝十郎に助けられている。
とは言え、先輩・上役達から毎度馬鹿にされつつも、見習いの苦労を経て彼らなりに成長はしている様で、回を追う毎にそれを窺い知る描写も散見できる。
第14話では、三人揃って本所方の上役達に混じって馬鹿騒ぎをしており、少しずつではあるが本所方の空気に染まってきているようだ。
勢い任せの感は多分にあるが、そこらの浪人者位なら無傷で倒せる程度には腕も立つ。
本所方の真の顔、「江戸の牙」の存在は知らされていない。
1. お島の身代わりになった紫乃が、長崎奉行（同話での悪役）の屋敷に連れ込まれたのを見届けている
2. 1の直後、上役達全員が坂田やお島ごと本所方屯所からいなくなったばかりか、三人揃って十手を置いていった（置き忘れならともかく、ご丁寧に三宝に三丁揃えて）のを発見している
3. 長崎奉行がその夜の内に、江戸の牙に抹殺されている
4. 本所方が追っていたかどわかし事件が、3によって全面解決している
5. 4に加えて、坂田やお島の仇討ちまでもが、やはり3によってまとめて解決している

実際、第26話では本所方の面々が「江戸の牙」として捕縛されたことを知ったげんが、この時の十手のことを思い出して動揺していた（さぶはあくまで信じなかった）
純（中山純之進）（- 17話）
美形だが、口数が多くないせいかあまり目立たない。
第17話にて、先輩の速水を助けようとして、吟味方与力・矢崎に斬られ、何とか本所方屯所まで辿り着いたものの、直後に絶命した。
その際、速水から聞かされた剣達の正体を彼ら自身に告げ、過去を詫びようとしたのだが、果たせずに終わった。
本人曰く、第14話の時点では女性経験がなかったらしい。
さぶ（いそげ さぶいちろう）
三人の中では最も熱く、行動派で口数も圧倒的に多いため、一番目立つ。
必然的に、三人の中ではリーダー格的位置にいるようだ。
ただ、目立つ分だけしくじりもクローズアップされる場合が多く、拷問を受けた挙句に爆殺されかかったり（第6話）女軍団の千草にあっさりのされた上、急所蹴りまで食らって悶絶したり（第14話）と、およそろくな目にあっていない。
げん（やづくり げんのすけ）
口数が少ないせいで、さぶに出番を食われて一番目立たない。
第26話にて、さぶとげんは南町奉行所定町廻り見習い同心に昇格・転属し、本所方を去っていった。
（実は江戸の牙の解散を目論んだ軍兵衛の差金）

### その他の準レギュラー
おひで：吉田日出子（第1話 - 6話、第8話 - 9話、第12話 - 13話、第15話 - 17話）
兵助の馴染み…と言うより、事実上同棲関係にある女郎。
兵助が「江戸の牙」構成員であることは知らない。
勘定を溜めてばかりの兵助を、毎日のように追い掛け回している。
第5話の兵助との会話によれば、「一回分」の料金は「まけて50文」とのこと。
ではあるが、彼女の気分によってはタダになる、らしい（第13話）。
朝比奈軍兵衛（あさひな ぐんべえ）：三船敏郎（1話、17話、26話）
五千石の直参旗本で役職は大番頭（おおばんがしら）。
剣からは「御前」と呼ばれており、その信奉も篤い。
乱れる幕政と世情を憂い、極秘に「江戸の牙」を設立。剣を統率役に任命する。
江戸の牙の活動については、ほとんど剣に任せきりのようだが、ごくまれに直接剣に指令を下すこともあるようだ（第17話）
第26話で若年寄・岩倉の罠により、「江戸の牙」の黒幕という濡れ衣を着せられ蟄居を命じられた。
「江戸の牙」の面々により屋敷から脱出した彼は、彼らと共に岩倉の屋敷を襲撃、死闘の末勝利を収めた後、揃って何処かへと去っていった。
朝比奈雪（あさひな ゆき）：竹下景子（1話、17話、25話、26話）
軍兵衛の娘。
剣は「雪さん」と呼ぶ。
第26話で父もろとも蟄居させられていたが、「江戸の牙」の面々により脱出、父の勧めに従っておじを頼り、紫乃と共に三河へ旅立っていった。
最後の討ち入りの際、自分の御守りを軍兵衛に託し、剣に渡すように頼んだ。
岡村（おかむら）：岡部正純（4話、9話 - 11話、16話）
町奉行所の同心。
剣たち本所方を見下しており、度々非協力的で横柄な態度をとる。
「江戸の牙」の存在については全く知らない。
咲良子（さくらこ）：山村葉子（14話・20話 - 26話）
甲州武田家の姫君。武田信玄から十五代目の子孫にあたる。
甲州の隠れ里で武田家残党の女人族を率いていたが、第14話で甲府勤番支配の襲撃に遭ったのを機に、剣の説得に応じて、女人族を解散した。
解散後、彼女達は各人各様に市井に紛れたが、首領である彼女自身は、剣に口利きしてもらい、お咲（おさき）と名を変え江戸で小料理屋「咲良」を始めた。
この小料理屋、他に従業員の姿もなく、どうやら彼女一人で切り回しているようだが、料理の腕にも商才にも恵まれたものか結構な繁盛振りで、当然ながら本所方の面々もよく入り浸っている（第20話）
第21話がちょうど誕生日だったようで、旅先の半兵衛・兵助を除いた本所方の面々は、「咲良」に集まり彼女の誕生日祝いをしていた。
瓦版売り：古今亭志ん太
ほぼ毎回、江戸の牙の討ち入り後にその活躍を華々しく伝える。
いつもは空に舞う瓦版に合わせて売り口上を述べる声だけの出演だが、第15話、第26話では顔出しで出演。但し、第18話以降、出演しない（つまり、瓦版が空に舞うシーンがない）回もあった。
本人が語るには、彼の売る瓦版の値段は1枚25文。

### 主なゲスト
原田隆之介（はらだ りゅうのすけ）：藤巻潤（第3話）
南町奉行所同心。伝十郎の元同僚で、「その腕を競い、互いに切磋琢磨した朋輩」。
職務熱心な腕利きの同心であったが、膈ノ病（「かくのやまい」＝胃癌）に苦しむ妻・美緒を見かね、その苦痛を和らげるべく阿片を彼女に与えるようになった。
阿片の恒久的供給と引き換えに、自ら阿片密売組織の走狗となり、捜査情報の漏洩や暗殺を行っていた。
短筒の名手であり、劇中の暗殺時には刀ではなくこちらを用いた。
密売組織について伝十郎に問い詰められた際、彼を美緒に引き合わせた上で上記の事情を告白、最後に伝十郎の手にかかって死ぬことを欲した。
ためらう彼に短筒を突きつけて水を向け、わざと斬られて望み通りの死を得た。
死の直前、最後の力を振り絞って美緒を撃ち、彼女に安楽な死を与えた。
杉田平八郎（すぎた へいはちろう）：三ツ木清隆（第4話）
勘定方役人。一見善人風だが、実は出世欲の権化。
勘定方筆頭に取り立ててもらうと言う条件で、八万両強奪計画に自ら加担し、重要な役割を果たした。
事後、出世を保証する言質をもらって喜んでいたが、その直後、神崎を殺され怒りに燃える剣に「権力亡者」と罵倒された挙句、一合も交わせずあえなく斬り捨てられた。
杉田千加（すぎた ちか）：斉藤とも子（第4話）
平八郎の妹で、紫乃の幼馴染。
第4話終盤にて、紫乃は平八郎の真実の姿を彼女に語ろうとしたが、剣はそれを止めて平八郎をかばう発言をすることで、彼女の心を救った。
神崎（かんざき）：高城丈二（第4話）
火盗改与力。結構強引な捜査を行う傾向にある。
八万両強奪事件の捜査中に杉田の騙し討ちに遭い、殺されてしまった。
剣とは昔友人関係にあったようだが、詳細は語られないままであった。
およう：光丘真理（第5話）
上州松井田宿の名主の娘。
宿場を牛耳るやくざ、関守の唐五郎一家を排除できる腕利きを雇うべく、役人・高木真吾（演:原田大二郎）の代理として単身江戸までやって来た。
文字通り身体を張った腕試しの末に、剣に白羽の矢を立て、彼に唐五郎抹殺を依頼したのだが、最終的には彼を裏切り唐五郎一家に襲撃させた。
密かに慕っていた高木を助けたい一心からのことであったのだが、結局彼は唐五郎に斬られてしまった。
佐之介（さのすけ）：寺田農（第6話）
天才肌の花火職人。火薬だけでなくからくりの扱いにも長けていて、兵助も及ばないほどの腕と才能を示した。
とある事情から殺人を犯して捕縛されていたが、彼の腕に目を付けた坂田一味によって拉致され、多額の報酬と引き換えにからくり火薬玉（時限爆弾）を作らされていた。
人質として共に捕らえられた恋人おみねと一緒に脱走を試みたが失敗、諸共に殺された。
坂田弥之介（さかた やのすけ）：睦五郎（第6話）
「かみそり坂田」と言われる、八丁堀の腕利き同心。
出世のために元大目付・蛯名将監と手を組み、江戸市中の連続爆破計画の実現に手を貸したのだが、計画発動直前に剣に刺されて死亡。
その際、火薬玉の在り処について口を滑らせたため、計画は未然に防がれた。
お菊（おきく）：三林京子（第7話）
女だてらに聖天（しょうてん）横丁を管理する元締。
「前元締の娘」との触れ込みだが、実は捨て子であり、前元締との血のつながりはない。
それだけに育ての親である前元締に対する想いは深く、聖天横丁が立ち退きになった際は、文字通り身体を張って、それを撤回させようとした。
沼沢蔵人（ぬまざわ くらんど）：大木実（第8話）
剣が昔通っていた剣道場「堀内道場」での先輩。
剣をして「10年前までは、俺には歯が立たなかった」と言わしめる程の腕を持つ剣士だったが、何らかの事情で道場を破門になってから身を持ち崩し、剣との再会時には河内屋の用心棒をしていた。
毒殺事件を機に剣と対立した末、彼との一対一の勝負に敗れ、死亡した。
薬研堀の捨松（やげんぼりのすてまつ）：火野正平（第9話）
30両を持参して本所方屯所に押しかけ、同心株を買い求めて本所方の同心になろうとした男。職業は不明。
一度は屯所を叩き出されたが、あの手この手で本所方の面々、剣をすらも煙に巻いた末、下働きとして無理矢理本所方に居座った。
お調子者で腕はからっきしだが、正義感が強く明朗快活な熱血漢。
炊事・洗濯・掃除などもてきぱきとこなし、気働きも利くため、下働きとして重宝がられていた。
しかし、彼の真の目的は、岡っ引きであった父の仇でもある娘殺し事件の下手人を探し出し、仇討ちをすることにあった。
最終的に仇敵・佐久間将監を突き止めることには成功したのだが、怒りに任せて無謀にも一人で斬り込みをかけてしまったため、仇を目前にしながら、大勢に囲まれて滅多斬りにされ、駆け付けた剣に看取られて無念の最期を遂げた。
本所方の面々にはこれでなかなか好かれていたようで、各人彼に思いを馳せつつ、「江戸の牙」の4人は戸板に乗せた彼の遺体を伴って討ち入りに臨み、彼が屯所を出て行ったと聞かされた見習い達は、悪態混じりながらもそれをしきりに残念がっていた。
トレードマークは、手製の木造の十手。
上記の斬り込みの際、これを「三宝に置いて行った（紫乃の言のみで具体的描写無し）」ことで、本所方の面々に対して自らの覚悟を示した。
魚河岸の政吉（うおがしのまさきち）：せんだみつお（第12話）
通称「魚政」。本所方に出入りしている棒手振り。
そのせいか大の本所方贔屓であり、彼らの悪口を言う者には、相手構わず喧嘩を売る。
困った者を放っておけない、半兵衛曰く「気のいい奴」である。
だが、そこに付け込まれて殺人の濡れ衣を着せられ、最後は坂崎に斬られてしまった。
紫乃に惚れており、剣の説得にも耳を貸さなかった彼が、彼女の言葉に動かされ、自殺を思い止まった。
演じるせんだの持ちネタ「ナハ」をやたらと連発する癖を持つ。
ちなみに、彼の売る蛸の値段は、一匹7文。
坂崎（さかざき）：小林勝彦（第12話）
八丁堀の与力。剣とは顔見知りらしい。
銀猫一家から袖の下を受け取って、彼らの所業の目こぼし等をしていた汚職役人。
町奉行所の職務でたまたま政吉を捕縛し、逃げようとした彼を斬った。
事件の経緯に疑問を抱き、銀猫一家を問い質して真相を掴み、口止め料を受け取ったのだが、そこを江戸の牙に踏み込まれ、乱闘の末、政吉の仇とばかり、全員がかりで膾切りにされた。
佃の政五郎（つくだのまさごろう）：宮口精二（第13話）
佐渡島への遠島刑を終えて、江戸に舞い戻ってきた老侠客。
第13話の時点から15年前に島送りになったのだが、その際熱い茶と温かい言葉をくれた剣に対して、「深え御恩」を感じており、刑を終えてから真っ先に本所方屯所へ、剣を訪ねてやってきた。
妻・おしのと娘・おるいに再び会いたいがために江戸にやってきたのだが、おしのは10年前に死亡、おるいは謀殺された婚約者の殺害容疑をかけられ捕縛されてしまっていた。
彼はおるいを救うため、身代わりで罪を被ったのだが、隣り合わせの牢に入れられてしまったばかりにおるいに正体を見破られ、手酷く罵倒されてしまう。
彼はそれに対し、無言でひたすら涙を流すのみであった。
一件が解決した後、剣と、おるいの「お父っつぁん」との呼び掛けに見送られ、あてどない旅の空へと消えていった。
島送りになる際、お守りとしておしのにもらった豆草鞋（おるい曰く「おしの草鞋」）を肌身離さず持ち歩いており、それが父娘再会のきっかけとなった。
佐七（さしち）：河原崎建三（第15話）
町会所の出納係。
建具屋・備中屋の一人息子であったが，20年前伴天連盗賊に両親と使用人を皆殺しにされ、天涯孤独の身となった。
たまたま夜食の蕎麦を買い出しに行っていたため、町会所での伴天連盗賊の殺戮からただ一人逃れたが、彼らに発見され、斬られて重傷を負ってしまった。
偶然逃げ込んだ佃屋の一人娘・おみよに助けられて一命を取り留め、その後彼女の看護で順調に回復していたが、その最中、偶然彼女の父親・佃屋仁兵衛こそが、仇敵・伴天連の仁兵衛であることを知ってしまい、激しく苦悩する。
やがて快復した彼は、おみよから得た情報を元にして、家族と同僚の二重の仇である伴天連盗賊の5人を、仇討ちとばかりに次々と狩り殺していく。
最後に残った仁兵衛との対決にも勝ち、仇討ち成就まで後半歩の所まで来たのだが、おみよの懇願と剣の説得により、断腸の思いで仇討ちを諦め、仁兵衛を見逃した（しかし仁兵衛は結局、同話にて「江戸の牙」としての剣に斬られてしまうのだが）
事後、おみよと二人連れで、巡礼の旅に出て行った。
お銀（おぎん）：田島令子（第16話）
腕利きと評判の、流しの髪結い。
育ての親である平戸屋の主人夫婦に強制され、大店の娘のかどわかしに協力させられていた。
伝十郎の亡妻・加恵（田島の二役）に瓜二つの容貌をしており、偶然街で彼女を見つけた伝十郎を驚愕させた。
その際、下駄の鼻緒を挿げてもらったのを皮切りに、何かと助けてもらい、果ては斬り死に寸前にまでなりながらも自分を守った彼に、だんだんと心を開いていった。
最終的には平戸屋を裏切り、かどわかした娘達の居所を彼に伝えた。
事後、捕縛されて八丈島への島送りになってしまったが、面会に来た伝十郎に対して、涙を流しながら感謝していた。
髪結いの技術は、まっとうな仕事に就きたい一心で、平戸屋に頼み込んで身に付けたもの。
速水新之助（はやみ しんのすけ）：西田健（第17話）
北町奉行所同心で、純の道場の先輩。
げんとさぶ曰く「なかなか切れそうな人」「ああいう先輩ならやりがいがある」かように、頼もしげな雰囲気を持つ熱血肌の、正義感あふれる好漢。
それだけに上司である吟味方与力・矢崎や同僚の腐敗が許せず、自分を汚職の道を引き込もうとする矢崎を「虫けら」と罵倒し、激高した彼に斬られてしまった。
純は彼を助けようとして、同じく矢崎に斬られたので、ある意味、純の死の原因の一端を作ったとも言える。
剣との会話から、彼が「江戸の牙」であることを察していたようで、死の寸前にそれを純に伝えた。
坂田源三郎（さかた げんざぶろう）：亀石征一郎（第20話）
隻腕の浪人。兵助・さぶ・げんの言に曰く、「死神のような男」。
伝十郎とは、第20話の時点から三年前に、吹上御所で開かれた御前試合で手合わせしたことがあり、旧知の仲。
元は長崎奉行所に勤務しており、商家・長崎屋の養女お藤と近く祝言を挙げることになっていた。
しかし、上司の大崎と肥前屋の陰謀に巻き込まれた末、長崎屋を殺されお藤は連れ去られ、自身は短筒で蜂の巣にされた上、断崖から転落させられた。
漁師に拾われて一命は取り留めたが右腕を失い、挙句お尋ね者にされてしまう。
行方知れずのお藤を探して江戸に流れ着き、探索を続けている内に旧知の伝十郎と再会した。
続いて出会ったお藤の双子の妹・お島と共に本所方に身を寄せ、本所方の面々の協力の下、お藤の行方と仇敵の所在を探り出すことに成功する。
お島ともども江戸の牙の討ち入りに同行し、彼らの支援を受けて見事仇討ちを成就させた。
事後、長崎にお島と長崎屋の元使用人・仁吉の三人連れで帰っていった。
曰く、中断していた蘭学の勉強を再開し、蘭学者になる、とのこと。